# Autobusna linija br. 133 u Zagrebu
Linija 133 (Savski most – Sveta Klara – Čehi) dnevna je autobusna linija u Zagrebu.
Prometuje svaki dan na trasi: Savski most – Jadranski most – Remetinečka cesta – Savski gaj XIII. – Utinjska ulica – Svetoklarska ulica – Mrkšina ulica – Sisačka cesta – Sisačka cesta IV. odvojak – Ulica remetinečkih žrtava – Ulica Slavka Čora – Turopoljska ulica – Čehi - Bulićeva. Radnim danima i subotom polovica polazaka prometuje na skraćenoj trasi do Svete Klare (stajalište Mrkšina 69).
Povezuje Svetu Klaru i naselja Gornji Čehi i Donji Čehi sa Savskim mostom gdje se ostvaruje presjedanje na tramvaj.

## Vanjske poveznice
- Vozni red linije 133

1. ↑  Datoteke u GTFS formatu. zet.hr. Pristupljeno 5. lipnja 2025. - Sadrži informacije tijela javne vlasti u skladu s Otvorenom dozvolom